# Saab 93
Saab 93 — серийный автомобиль, выпущенный Saab Automobile AB.
Он был впервые представлен 1 декабря 1955 года.
Модель 93 была оснащена продольно установленным трехцилиндровым двухтактным двигателем объемом 748 см³ и мощностью 33 л. с.
Коробка передач имела три передачи.
В 1957 году в качестве опции были представлены двухточечные ремни безопасности.
Модель 93 была первым Saab, экспортируемым из Швеции, при этом большая часть экспорта направлялась в Соединенные Штаты.
2 сентября 1957 года был представлен 93B. Оригинальное двухсекционное лобовое стекло также было заменено цельным.
В 1957 году Эрик Карлссон финишировал первым на Ралли Финляндии на Saab 93; в 1959 году он был первым на Ралли Швеции, также на Saab 93.
Saab не был первым шведским производителем, выигравшим Ралли Швеции. Давний шведский конкурент это, компания Volvo, обыграла их последовательно в 1957 и 1958 годах на модели PV544.
В конце 1959 года был представлен 93F с передними распашными дверями от Saab GT750.
1960 год стал последним годом производства модели 93. Модель 93 была заменена Saab 96, хотя в начале года обе модели продавались бок о бок. Всего было выпущено 52 731 Saab 93.
Saab Sonett I позаимствовал многие компоненты у модели 93.

## Галерея
| - Saab 93B - Saab 93B, вид сзади - Погрузка автомобилей Saab на экспорт в порту Уддевалла в мае 1959 года - Трёхцилиндровый двухтактный двигатель SAAB 93 |